# إديث سيكاريللي
إديث سيكاريللي (مواليد 5 فبراير 1908 - 22 فبراير 2024) كانت معمرة أمريكية. في عمر 116 عامًا و17 يومًا، كانت أكبر شخص يعيش في الولايات المتحدة وأيضًا ثاني أكبر شخص حي في العالم بعد ماريا برانياس موريرا من إسبانيا.

## سيرتها
وُلِدت إديث روز سيكاريلي (المعروفة سابقًا باسم كينان) في ويليتس، كاليفورنيا، في 5 فبراير 1908، وكانت الأكبر بين سبعة أطفال للمهاجرين الإيطاليين أغوستينو (1874-1965) وماريا ريكاجنو (1881-1973)، والذين عاشا حتى التسعينات من عمرهما. كان والدها عاملًا في قطع الأخشاب وكان يبيع أيضًا البقالة بواسطة الخيول والعربة قبل افتتاح متجر في ويلتس في عام 1916. تخرجت من مدرسة ويلتس يونيون الثانوية في عام 1927.
ظلت تشيكاريلي ترقص بانتظام حتى سن الشيخوخة، وعاشت بشكل مستقل حتى بلغت 107 عامًا وانتقلت إلى دار للمسنين. عانت من الخرف، لكنها كانت قادرة على المشي باستخدام مشاية حتى بلغت 114 عامًا. في كل عام، يتم الاحتفال بعيد ميلادها رسميًا من قبل مدينة ويليتس، وكان آخر احتفال هو عرض للسيارات للاحتفال بعيد ميلادها الـ116 في عام 2024.

## حياتها وموتها
في عام 1933، تزوجت من إلمر كينان، الذي التقت به في المدرسة الثانوية، وانتقلت معه إلى سانتا روزا، كاليفورنيا، حيث عمل كمصمم في الصحافة الديمقراطية. لقد تبنوا ابنة تدعى لورين، والتي توفيت في عام 2003، وعادوا إلى ويليتس في عام 1971. بعد أن أصبحت أرملة في عام 1984، تزوجت تشارلز سيكاريلي في عام 1986 وأصبحت أرملة للمرة الثانية في عام 1990.
عاشت تشيكاريلي أكثر من أشقائها الستة الأصغر سناً، وزوجين، وابنة، وثلاثة أحفاد. أصبحت أكبر شخص على قيد الحياة في الولايات المتحدة عندما توفيت بيسي هندريكس من ولاية أيوا في يناير 2023.
توفيت إيديث سيكاريلي في 22 فبراير 2024، عن عمر يناهز 116 عامًا. في وقت وفاتها، كانت أكبر معمرة أمريكية وثاني أكبر معمرة في العالم. وبعد وفاة سيكاريلي، تولت إليزابيث فرانسيس منصب أكبر شخص على قيد الحياة في الولايات المتحدة.